# 伊斯坦堡巴沙克舒希足球會
伊斯坦堡巴沙克舒希足球會（İstanbul Başakşehir Futbol Kulübü，舊稱İstanbul Büyükşehir Belediyespor或伊斯坦堡BB），是一間土耳其伊斯坦堡的足球會，成立於1990年，現時於土耳其超級足球聯賽角逐。2007–2014年，巴沙克舒希以阿塔圖爾克奧林匹克體育場作主場。2014年，改以巴沙克舒希菲迪·泰廉球場作為新主場。

## 歷史
2015–16年土耳其足球超級聯賽，巴沙克舒希取得第 4 名。2016–17年歐霸盃打進附加賽圈出局
2016–17土耳其足球超級聯賽，巴沙克舒希取得第 2 名。2017–18年歐洲冠軍聯賽，巴沙克舒希首次參加歐冠，因在附加賽出局，而轉戰2017–18年歐霸盃小組賽。
2019–20土耳其足球超級聯賽，巴沙克舒希首次成為聯賽冠軍。